# 시니어 바둑 클래식
시니어 바둑 클래식은 한국기원이 주최, 주관, 후원하는 대한민국의 바둑 기전이다.

## 진행 방식
- 만 50세 이상의 프로기사만 참여한다.
- 매년 홀수 달에 개최되는 토너먼트 대회 5회와 왕중왕전 1회 등 총 6번 열린다.
- 토너먼트 대회의 각 이름은 '시니어국수전', '시니어왕위전', '시니어기왕전', '시니어국기전', '시니어기성전'이다.
- 왕중왕전은 각 토너먼트 대회의 성적에 따라 점수를 매겨 합산점수 상위 8명이 출전한다(우승 16점, 준우승 8점, 4강 4점, 8강 2점, 16강 1점).

## 상금
- 각 토너먼트 우승 400만원, 준우승 200만원
- 왕중왕전 우승 1000만원, 준우승 400만원

## 대회 규칙
- 제한시간 1시간, 초읽기 60초 1회
- 덤 6.5

## 역대 우승자
| 회차 | 토너먼트(년/월)     | 우승       | 준우승     | 4강        | 4강        |
| ---- | ------------------- | ---------- | ---------- | ---------- | ---------- |
| 1    | 시니어국수전(14/07) | 최규병 9단 | 김일환 9단 | 조훈현 9단 | 서봉수 9단 |
| 1    | 시니어왕위전(14/09) | 서봉수 9단 | 노영하 9단 | 김종준 7단 | 조대현 9단 |
| 1    | 시니어기왕전(14/11) | 조훈현 9단 | 서봉수 9단 | 김일환 9단 | 최규병 9단 |
| 1    | 시니어국기전(15/01) | 조훈현 9단 | 서봉수 9단 | 김일환 9단 | 박영찬 4단 |
| 1    | 시니어기성전(15/03) | 조훈현 9단 | 최규병 9단 | 장수영 9단 | 나종훈 7단 |
| 1    | 왕중왕전(15/05)     | 조훈현 9단 | 서봉수 9단 |            |            |